# Captain Eo
Captain Eo est une attraction des parcs Disney présentant un film futuriste en relief stéréoscopique 3D réalisé par Francis Ford Coppola avec Michael Jackson en vedette. Le spectacle est créé en 1986 à Epcot (Floride), et a été par la suite reproduit dans les trois autres parcs Disney. L'attraction est progressivement fermée entre 1996 et 1998 pour être remplacée par Chérie, j'ai rétréci le public (Honey, I Shrunk The Audience), toujours en projection 3D stéréoscopique.
Après le décès de Michael Jackson, l'attraction est rouverte temporairement, d'abord en avril 2010 à Disneyland (Californie), puis à Disneyland Paris (France), à Epcot, et à Tokyo Disneyland (Japon). Disneyland Paris a été le dernier parc à proposer cette attraction jusqu'à sa fermeture définitive le 12 avril 2015.

## Histoire
Le film raconte une aventure du Capitaine Eo (Michael Jackson) et de son équipage, voyageant à bord d'un vaisseau spatial pour offrir un cadeau à une méchante reine extraterrestre appelée « the Supreme Leader » (Anjelica Huston).
Le Captain Eo déclare à la créature qu'il est en mesure de voir la beauté cachée en elle et que la clé pour la voir est une chanson. Elle refuse d'entendre la chanson et ses gardes se précipitent sur l'équipage. L'équipage se transforme en instruments de musique ou en musiciens. Grâce à un « rayon musical », Eo transforme les gardes en danseurs qui aident alors Eo. La puissance de la chanson finit par transformer la créature en une jolie femme, et son antre en un pacifique temple grec.

## Le film
Le film fut dirigé par Francis Ford Coppola et produit par George Lucas. La musique a été écrite par James Horner et comprend deux chansons composées par Michael Jackson : We Are Here to Change the World et Another Part of Me. Le film dure 17 minutes pour un coût de production qui fut estimé entre 17 et 30 millions de $. Captain EO fut à sa sortie le film le plus cher jamais produit selon la base du prix à la minute.

### Fiche technique
- Titre : Captain EO
- Réalisation : Francis Ford Coppola
- Scénario : George Lucas, Francis Ford Coppola et Rusty Lemorande
- Musique : James Horner
- Production :  Rusty Lemorande, George Lucas (exécutif)
- Société d'effets spéciaux : Industrial Light & Magic
- Société de distribution : Walt Disney Attractions
- Format : couleurs - Dolby
- Durée : 17 min[1]
- Langue originale : anglais
- Pays d'origine :  États-Unis
- Date de sortie : 12 septembre 1986

### Distribution
- Michael Jackson : Captain EO
- Anjelica Huston : The Supreme Leader
- Dick Shawn : Commander Bog
- Fred Apolito : Slave
- Janeen Best : Dancer
- Sheila Best : Spaceknight Dancer
- Gabriel Bologna : Dancer
- Debbie Lee Carrington : Idee
- Tony Cox : Hooter
- Janeen Damian : Dancer
- Gary DePew : Major Domo
- Cindy Sorenson : Geex
- Smith Wordes : Danseur
- Percy Rodriguez : Narrateur

## Les différentes attractions

### Epcot

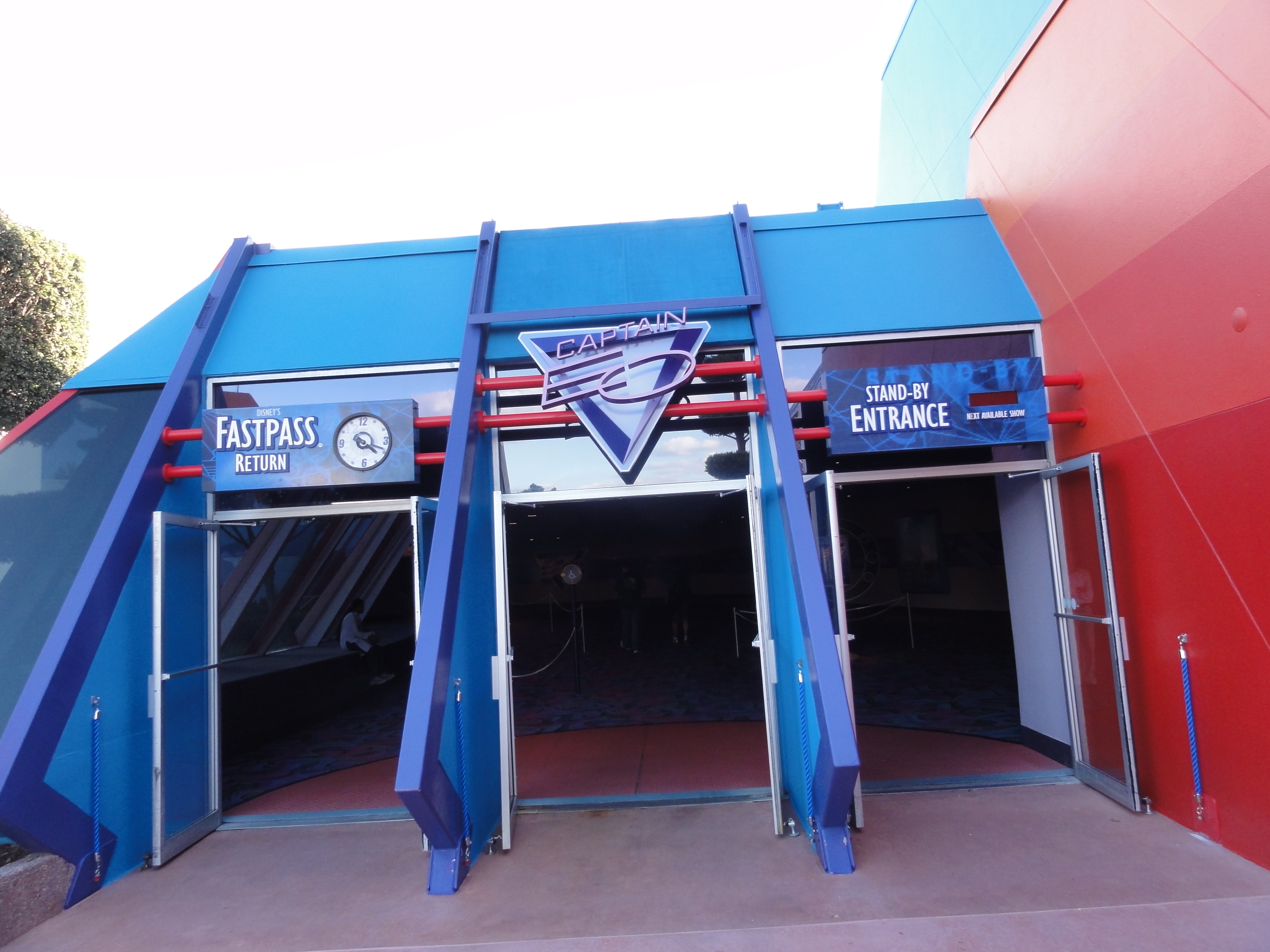
Entrée de Captain Eo

- Ouverture : 12 septembre 1986[1]
  - Réouverture : à la suite du décès de Michael Jackson, 2 juillet 2010[2]
- Fermeture : 6 juillet 1994[1]
- Salle : Magic Eye Theater du pavillon Imagination!
- Situation : 28° 22′ 21″ N, 81° 33′ 03″ O
- Attraction précédente :
  - Magic Journeys (1982-1986)
- Attraction suivante :
  - Honey, I Shrunk The Audience (1994-2010)

### Disneyland
- Ouverture : 18 septembre 1986[1],[3]
  - Réouverture : à la suite du décès de Michael Jackson, 23 février 2010
- Fermeture : 6 avril 1997[1],[3]
- Salle : Magic Eye Theater de Tomorrowland
- Situation : 33° 48′ 41″ N, 117° 55′ 02″ O
- Attraction précédente :
  - Disneyland Flying Saucers (1961-1966)
  - Tomorrowland Stage (1966-1982)
  - Magic Journeys (1982-1986)
- Attraction suivante :
  - Honey, I Shrunk The Audience (1998-2010)

### Tokyo Disneyland
- Ouverture : 20 mars 1987[1]
  - Réouverture : à la suite du décès de Michael Jackson, 30 juin 2010[2]
- Fermeture : 1er septembre 1996[1]
- Salle : Magic Eye Theater de Tomorrowland
- Situation : 35° 37′ 57″ N, 139° 52′ 45″ E
- Attraction précédente :
  - Eternal Sea (1983-1984)
  - Magic Journeys 1984 à 1987
- Attraction suivante :
  - MicroAdventures (1997-2010)

### Disneyland Paris
- Ouverture : 12 avril 1992 (avec le parc)[1]
- Fermeture : 17 août 1998
- Réouverture : 12 juin 2010[2] à la suite du décès de Michael Jackson avec des périodes de fermeture en fonction des saisons et de l'affluence
- Fermeture définitive : 12 avril 2015
- Bâtiment (1992) : CinéMagique Theatre
- Bâtiment (2010) : Discoveryland Theatre
- Situation : 48° 52′ 28″ N, 2° 46′ 47″ E
- Logo de l'ancien CinéMagique Theatre de DiscoverylandAttraction intermédiaire :

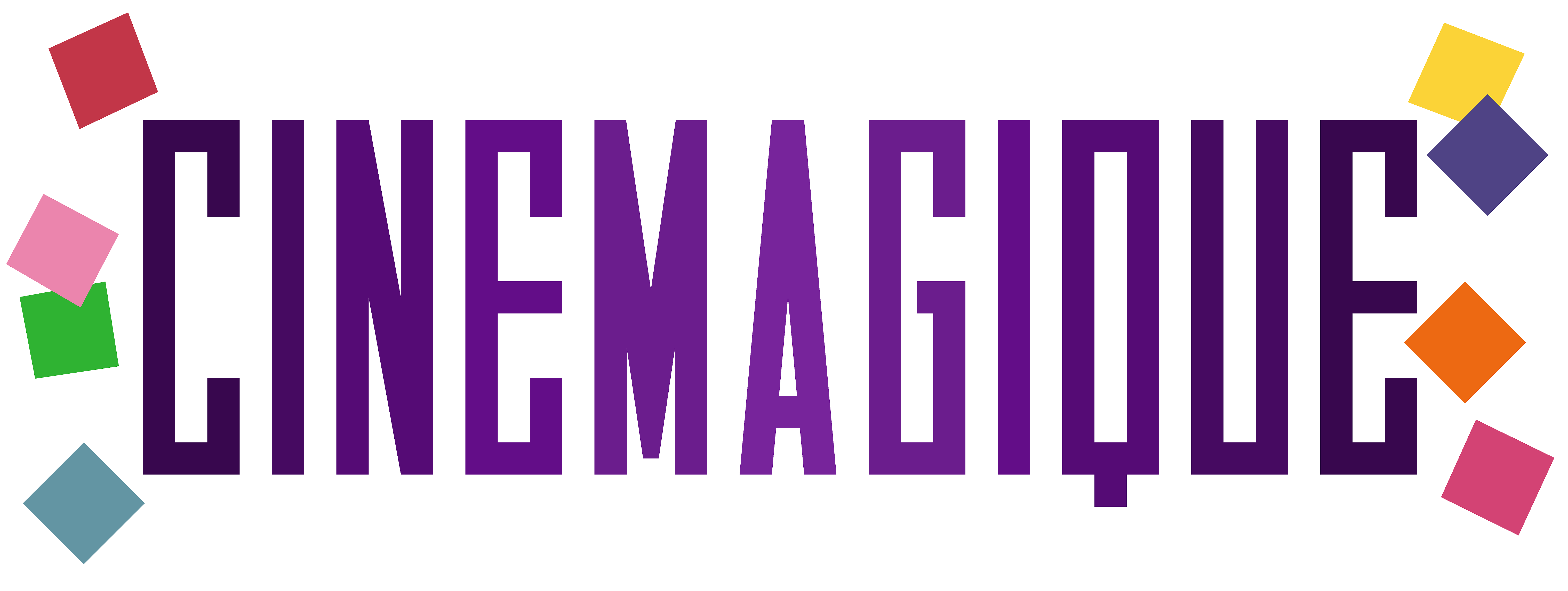
Logo de l'ancien CinéMagique Theatre de Discoveryland

  - Chérie, j'ai rétréci le public (1999-2010)

## Autour du film
Le nom Eo vient de la divinité grecque Éos de l'aurore qui ouvre le jour avec ses « doigts de rose ».

### Promotion et documentaire
Lors de l'ouverture de l'attraction en 1986, une émission spéciale Captain Eo Grand Opening a été diffusée le 20 septembre 1986 sur NBC, produite par Walt Disney Television,. Pour l'évènement, le parc est resté ouvert 60 heures consécutives et a accueilli 157 000 personnes.
Une émission de télévision spéciale nommée The making of Captain Eo a été diffusée le 15 mai 1988 sur Disney Channel aux États-Unis. Elle comprenait un documentaire, nommé Captain Eo Backstage, sur les coulisses de l'attraction, réalisé par Muffett Kaufman, présenté par Whoopi Goldberg.

### Une raison du remplacement de Captain EO?
Des rumeurs issues des tabloïds britanniques ont évoqué lors des fermetures des attractions Captain EO que la raison première aurait été un différend entre Michael Jackson et la Walt Disney Company, relié à des frais hôteliers impayés à l'hôtel Disneyland de Disneyland Paris. Chez Disney, on évoque plutôt le remplacement normal des attractions de type spectacle, qui ont habituellement une durée de vie de 8 à 15 ans.

### Le retour de Captain Eo

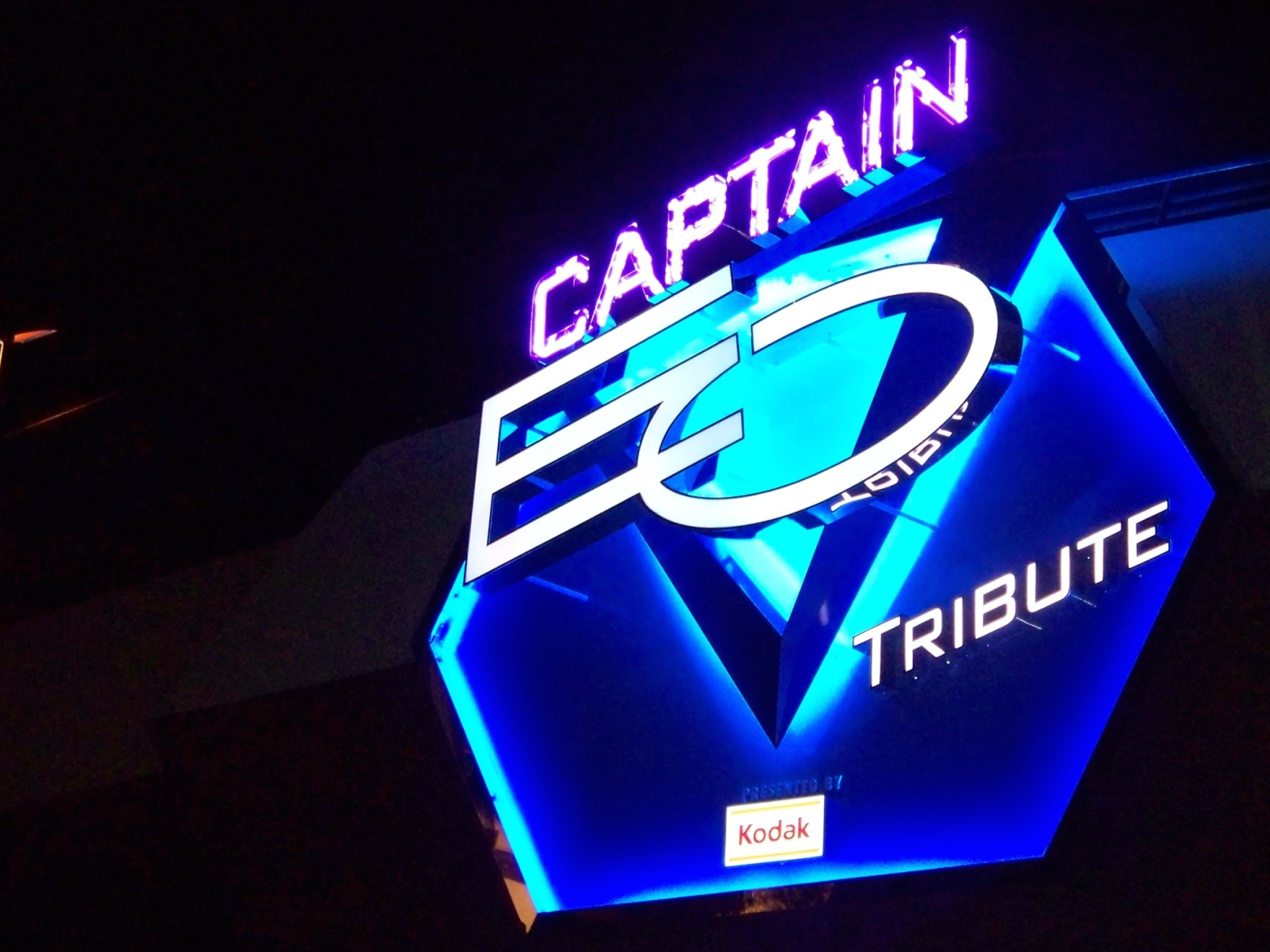
Enseigne de Captain Eo lors de sa réouverture en Californie en 2010

À la suite du décès de Michael Jackson, des rumeurs sur internet annoncent le retour de l'attraction dans les parcs Disney. Tout d'abord démenti, le retour est confirmé le 19 décembre 2009 par la direction des parcs Disney pour février 2010 dans le parc Disneyland d'Anaheim et cela pour quelques mois (durée non précisée),.
Captain EO rouvre également le 12 juin 2010 à Disneyland Paris, le 30 juin 2010 à Tokyo Disneyland et en Floride le 2 juillet 2010. À Tokyo Disneyland, la réouverture de cette attraction est à titre permanent depuis fin 2011 et non temporaire comme c'est le cas pour les autres parcs.
Le 13 novembre 2015, Disney World confirme l'arrêt de Captain Eo à EPCOT pour le 6 décembre 2015 et son remplacement par le Disney & Pixar Short Film Festival, une compilation de courts métrages,.